# 益天洋
益天洋是由新疆益天洋商贸有限责任公司运营的酒店、餐饮品牌，是首批新疆老字号。益天洋酒店位于中华人民共和国新疆维吾尔自治区乌鲁木齐市天山区，酒店内运营主要有皇城食府和记忆鸿春园餐厅两家餐厅。新疆益天洋商贸有限责任公司前身为1955年成立的人民饭店，2006年正式更名。

## 名称含义
益天洋三字分别寓意着“人民利益”、“服务为天”、“热情似洋”。因新疆益天洋商贸有限责任公司前身为人民饭店，其企业标志图案是以“人”字的汉语拼音首字母“R”为原型设计。

## 历史发展
新疆和平解放后，乌鲁木齐市一直没有一家具有一定规模且可用于政府接待的酒店。1955年，新疆生产建设兵团将人民饭店和新疆人民剧场、新疆医学院门诊楼、十月拖拉机厂建筑一起，作为中华人民共和国国庆节以及新疆维吾尔自治区成立五周年的献礼项目建设。建成的人民饭店主楼分三层，平面呈“八”字形；主楼后有二层后楼（礼堂），平面呈“一”字形，有“八一”之寓意。
人民饭店建成后是政府的接待酒店，也是新疆生产建设兵团干部抵乌后的定点下榻酒店。1950年代至1960年代，人民饭店后楼（礼堂）也是召开会议的地点，如乌鲁木齐市人民政府“三干”会议、天山区第一次妇女代表大会等。人民饭店自建成起作为新疆生产建设兵团的商业网点之一，由新疆生产建设兵团供销合作总社（后改新疆生产建设兵团商业处）管理。1964年底，新疆生产建设兵团商业处撤销，人民饭店后楼（礼堂）交由新疆生产建设兵团司令部管理。1966年，新疆生产建设兵团收缩城市商业，人民饭店交由乌鲁木齐市饮服部管理。
2000年11月，人民饭店改制。新疆益天洋商贸有限责任公司成立，人民饭店称号被保留，更名为新疆益天洋商贸有限责任公司人民饭店。2002年5月，原人民饭店建筑被拆除并在原址上修建六层主楼，内部按三星旅店装修改造，其中有餐饮大厅和超过40间包厢。2003年12月，新的人民饭店正式对外开放。2006年注册商标时，人民饭店因包含“人民”二字而无果。故新疆益天洋商贸有限责任公司人民饭店在2006年6月正式更名为益天洋商务酒店。2013年8月，新疆益天洋商贸有限责任公司益天洋商务酒店被全国酒家酒店（天香阁）等级评定委员会评为全国五钻酒家。2014年10月，益天洋商务酒店被评为首批乌鲁木齐市餐饮老字号。2024年2月，益天洋作为新疆益天洋商贸有限责任公司的代表性注册商标，被新疆维吾尔自治区商务厅列为首批新疆老字号。

## 餐厅

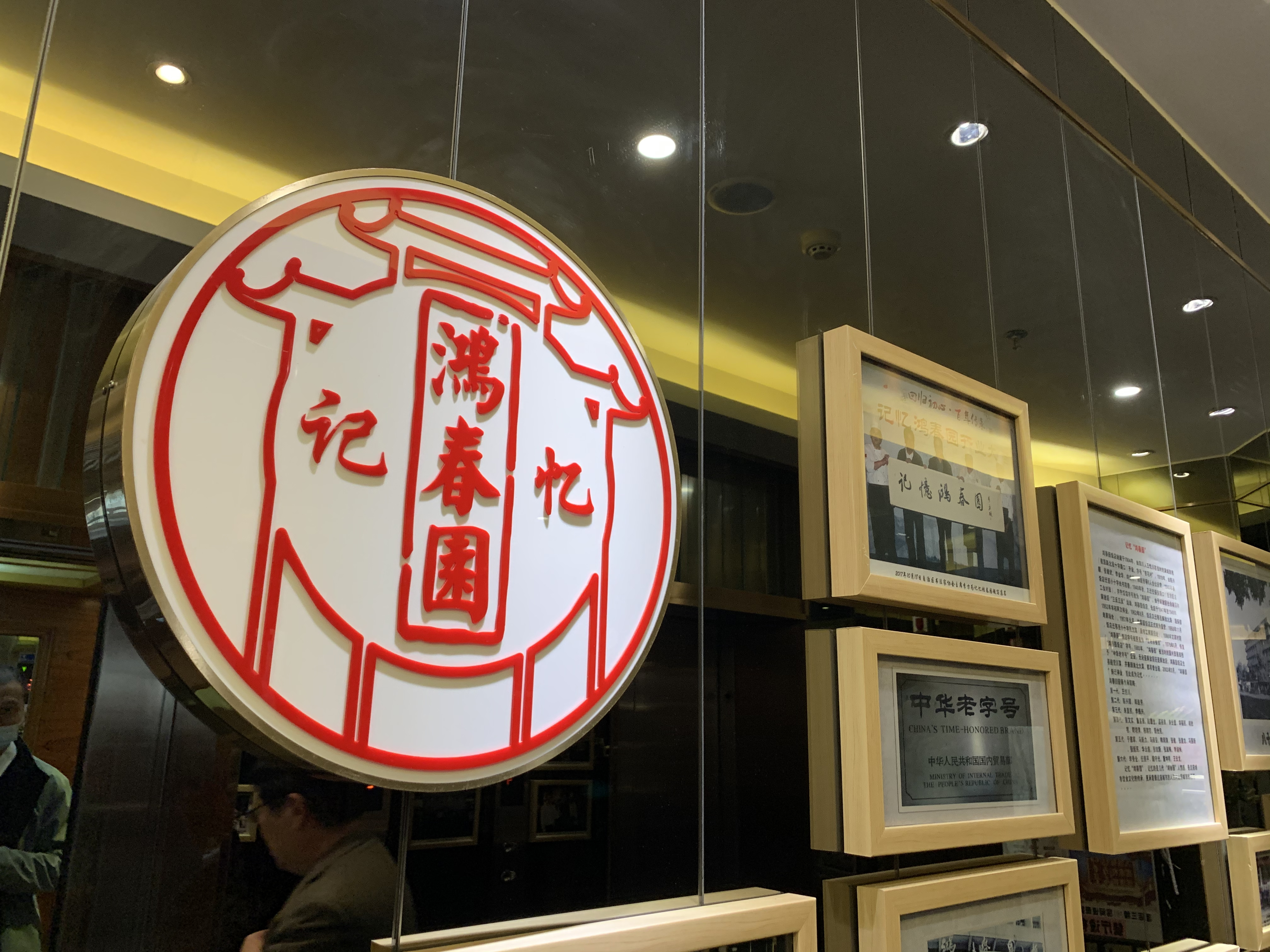
记忆鸿春园餐厅

人民饭店建立之初餐厅分为清真和汉餐两部分。益天洋酒店餐饮则可分为皇城食府和记忆鸿春园餐厅。皇城食府可追溯至1988年人民饭店餐厅改扩的江南春餐厅，江南春餐厅位于人民饭店建设路端。江南春餐厅主营淮扬菜、鲁菜等，后引入狗不理包子、八珍烤鸡等餐食。1994年，江南春餐饮引入四川火锅。1995年，江南春餐厅被改造为皇城食府，主营皇城无渣火锅和曲曲儿、薄皮包子等特色菜或小吃。
2003年，人民饭店重建后新开设天香阁餐厅。2017年，益天洋酒店将二楼天香阁餐厅重新装修。并于10月在此开设记忆鸿春园餐厅。鸿春园是乌鲁木齐于1904年开设、2003年被兼并收购的饭馆。益天洋酒店内的记忆鸿春园餐厅复刻有鸿春园糖醋里脊、红烧狮子头等超过20道传统菜品和主食小吃。